# П'єзоелектричний модуль
П'єзоелектричний модуль — кількісна характеристика п'єзоелектрика, що задає лінійне співвідношення між механічними напруженнями і поляризацією, які вони викликають. 
У найпростішому випадку, при відсутності дотичних напружень
{\displaystyle P_{x}=d_{11}(\sigma _{xx}-\sigma _{yy})},
де {\displaystyle d_{11}} - п'єзоелектричний модуль, {\displaystyle P_{x}} - х-ва складова вектора поляризації, {\displaystyle \sigma _{xx}} та {\displaystyle \sigma _{xx}} - компоненти тензора механічних напружень.

## Тензор п'єзоелектричних модулів
В загальному випадку довільних напружень, поляризація зв'язана з напруженнями через тензор п'єзоелектричних модулів: 
{\displaystyle P_{i}=\sum _{jk}\gamma _{i,jk}\sigma _{ik}\,}.
Тензор {\displaystyle \gamma _{i,jk}} відмінний від нуля тільки для кристалів без центра інверсії. Він симетричний щодо двох останніх індексів.